# デニス・サファテ
デニス・スコット・サファテ（Dennis Scott Sarfate、1981年4月9日 - ）は、アメリカ合衆国ニューヨーク州ニューヨーク市クイーンズ区出身の元プロ野球選手（投手、右投右打）。
日本プロ野球における43イニング連続奪三振記録、シーズン最多セーブ記録保持者（2017年に54セーブ達成）。2014年には、史上初となるセ・パ両リーグでの30セーブを達成した。2020年の推定年俸7億円は、NPB史上歴代5位である。

## 経歴

### プロ入り前
1999年のMLBドラフト15巡目（全体465位）でテキサス・レンジャーズから指名されたが契約せず、アリゾナ州立大学へ進学した。

### ブルワーズ時代
チャンドラー・ギルバート・コミュニティ・カレッジ在学時の2001年、MLBドラフトでミルウォーキー・ブルワーズから9巡目（全体268位）指名を受け、6月18日に契約を結んだ。
2006年9月3日のフロリダ・マーリンズ戦でメジャーデビュー。背番号は45。

### アストロズ時代
2007年9月11日には金銭トレードで、ヒューストン・アストロズに移籍し、背番号は59となる。同月26日のシンシナティ・レッズ戦でメジャーでの自己最速の99mph(159km/h)を記録し、メジャー初勝利も挙げた。

### オリオールズ時代

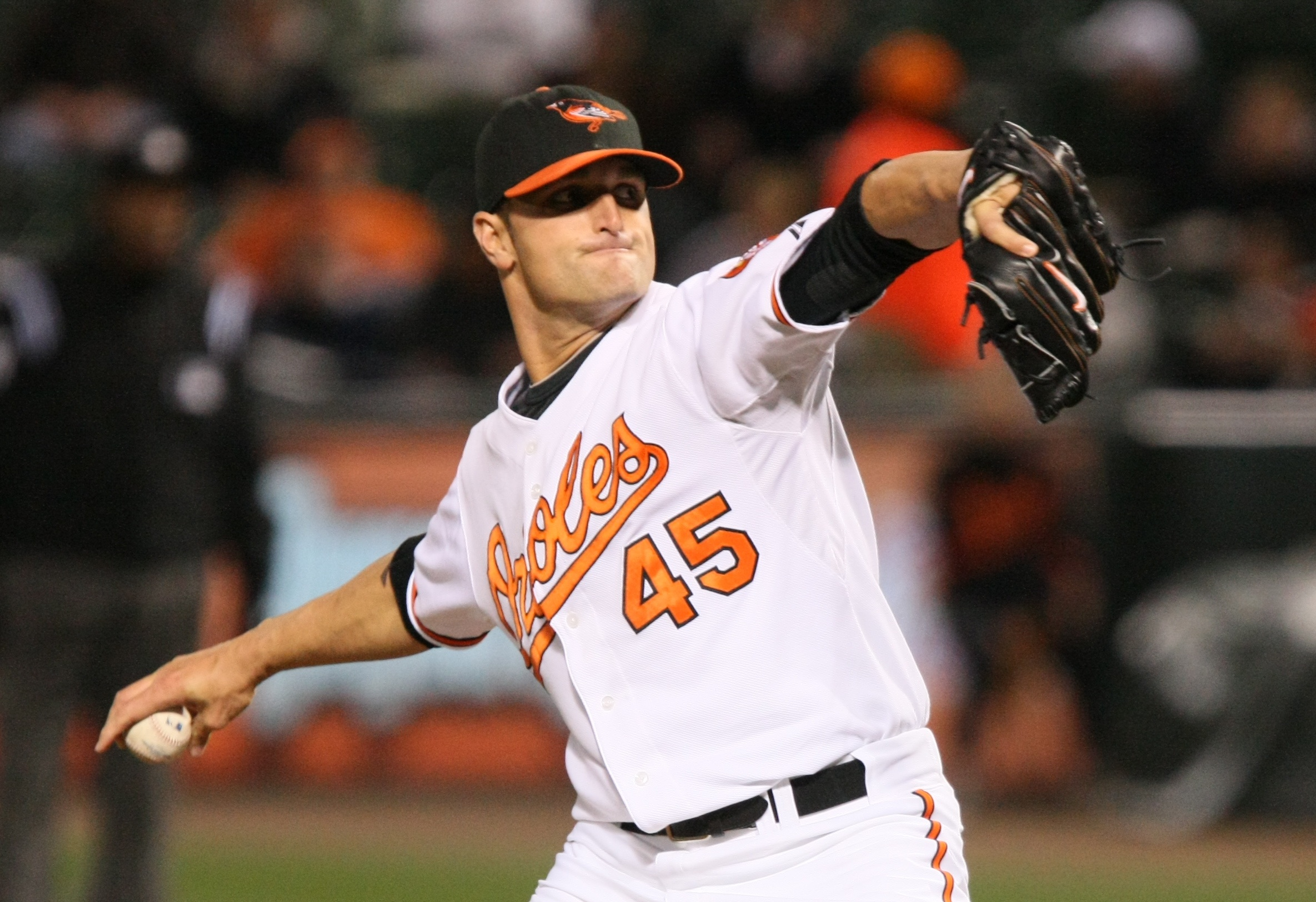
オリオールズ時代（2009年4月22日）

2007年12月12日にミゲル・テハダの交換要員の1人として、マット・アルバース、マイク・コスタンゾ、トロイ・パットン、ルーク・スコットと共にボルチモア・オリオールズへ移籍した。
2008年、背番号をブルワーズ時代の45に戻す。4月に自宅で妻が閉めようとしたドアの角に右肩をぶつけた際に鎖骨を骨折するも、それを隠しながら（本人曰く「球団には報告していたがマスコミに公表しなかっただけ」とのこと）登板を続け、手術を受けた9月までに4先発を含む57試合に登板した。
2009年は5月に発症した右手の血行障害の影響もあり、メジャーでの登板は20試合、マイナーでの登板も14試合に留まった。
2010年はメジャーでの登板は無かったがAAA級ノーフォーク・タイズで47試合に投げ2勝2敗20セーブ、防御率2.73という成績を残した。オフの11月6日にFAとなった。

### 広島時代
2010年オフに広島東洋カープと契約。背番号は58となった。
2011年は抑えとして起用された。オールスター明けまでにリーグトップの22セーブを記録する活躍を見せ、7月30日の中日ドラゴンズ戦では外国人投手球団最多記録更新となる25セーブ目を挙げた。しかし、9月9日の中日戦で腹部に痛みを感じ、1回1失点でマウンドを降りて敗戦投手となり、その後鼠径ヘルニアと診断、そして登録抹消され、そのままシーズンを終えた。最終的には57試合に登板し1勝3敗35セーブ、防御率1.34、WHIP0.92という好成績を挙げた。
2012年は序盤は抑えとして起用されたが、その後この年に入団したキャム・ミコライオと入れ替わりでセットアッパーへ配置転換となった。オフに保留選手名簿から外れ、自由契約公示された。

### 西武時代
2012年12月14日に埼玉西武ライオンズと契約を結んだ。背番号は26。
2013年にはシーズン序盤こそセットアッパーを任されていたが、シーズン中盤には不振の大石達也に代わってクローザーに回った。シーズン終盤には先発要員だった涌井秀章がクローザーに転向したことから、セットアッパーに復帰。シーズン通算では来日後最多の9勝を記録した。しかし、シーズン終了後に残留の意思を示さなかったことなどから、12月2日に自由契約を公示された。

### ソフトバンク時代
2013年12月17日に福岡ソフトバンクホークスと契約を結んだ。背番号は広島時代と同じ58。
2014年5月20日の広島戦（福岡ヤフオク!ドーム）でNPB史上3人目の全12球団からのセーブを達成した。8月12日の東北楽天ゴールデンイーグルス戦ではNPB史上初の両リーグ30セーブを達成。64試合に登板し37セーブ、奪三振率12.64を記録しリーグ優勝に貢献した。日本シリーズでは4試合に登板し1勝2セーブで優秀選手賞を受賞し日本一にも貢献した。
2015年も開幕からセーブを挙げ続け、8月9日にパ・リーグ新記録となる29イニング連続三振を記録した。最終的には前年に平野佳寿が樹立した40セーブのパ・リーグの記録を更新する41セーブを挙げて自身初の最多セーブとなった。
2016年は同点の場面で登板すると打たれるというパターンが目立ち、同点時の登板だけで自己ワーストの7敗を喫した。それでも僅差リードの場面での安定感は抜群で、自らが作ったパ・リーグ記録を2つ更新する43セーブを挙げて2年連続の最多セーブを獲得した。
2017年4月2日の千葉ロッテマリーンズ戦（福岡ヤフオク!ドーム）でNPB通算178個目のセーブを挙げ、マーク・クルーンの通算177セーブを抜き、外国人投手の最多セーブ記録を更新。7月5日のオリックス・バファローズ戦で外国人投手史上初の通算200セーブを達成。9月2日の楽天戦で日本プロ野球タイ記録のシーズン46セーブ、9月5日の対オリックス・バファローズ戦で日本プロ野球新記録のシーズン47セーブを記録し、呉昇桓のアジア記録に並んだ。9月10日のロッテ戦で50セーブ、最終的には54セーブまで伸ばし、セーブ失敗もわずかに1回のみであった（8月5日の西武戦、4点リードの無死満塁で登板し4失点）。
日本シリーズでは第2・3戦でセーブを挙げ、第6戦では9回から3イニングを投げ、11回裏のサヨナラを呼び込み日本一に貢献。リリーフ登板のみとしては1982年の東尾修以来35年ぶり、外国籍投手としては1964年のジョー・スタンカ以来53年ぶりとなる日本シリーズMVPを受賞した。また、外国出身の選手として初となる正力松太郎賞に選出された。さらに、レギュラーシーズンの最優秀選手賞も獲得、外国籍選手としてはウラディミール・バレンティン以来4年ぶり17人目（18度目）、パシフィック・リーグの外国籍選手としては、アレックス・カブレラ以来15年ぶり8人目、外国籍投手としては郭泰源以来26年ぶり4人目、救援投手としては浅尾拓也以来6年ぶり5人目（6度目）、ホークスの外国籍選手としてはスタンカ以来53年ぶり2人目の受賞となった。またシーズンと日本シリーズのMVPダブル受賞は、松井秀喜以来17年ぶり15人目、ホークスでは杉浦忠、スタンカに次ぐ3人目の栄誉となった。シーズン・シリーズMVPと正力賞の3つを同年に受賞したのは石井丈裕、松井に次いで史上3人目。最優秀選手の発表はNPB AWARDSで行われたことから、式の出席のためだけに来日した。

#### 登録抹消後
2018年、開幕直後に股関節の張りを訴え4月18日に出場選手登録を抹消され、検査のためにアメリカに帰国。同月中にコロラド州の病院で右股関節鏡視下関節唇修復術を受けた。同年中に戦列に復帰することはできず、6試合1勝5セーブで終わった。
2019年はオープン戦で離脱以来の実戦登板に望むも、直球が140km/h台に落ち込むなどリハビリ明けということもあり物足りない結果に終わったために開幕一軍入りとはならなかった。実戦登板の目処が立たず、6月3日に股関節手術の経過観察のために帰国した。これにより、この年の一軍登板は無かった。
2020年、前年の股関節の故障が悪化し8月6日に治療のため米国に帰国した。10月14日に「右股関節・変形性股関節症の人工股関節置換術」を受けたことが10月19日に発表された。上記の怪我のために2年連続で登板は無く、シーズンを終えた。
2021年、3年契約の最終年となったが、前年の股関節手術のリハビリをアメリカで続けていた。

### 引退
2021年11月30日、現役引退が発表された。
現役引退後はアメリカ・アリゾナ州の自宅で家族と過ごしており、4人の子供の父親として乗馬を学ぶ娘の送り迎えや馬の世話などを行い、他の仕事はしていないという。一方で、体がなまらないようにトレーニングは継続している。また、ソフトバンクからもしもオファーがあれば、外国人のスカウトや、外国人のアドバイザー的な存在として力になりたいとも語っている。

## 投球スタイル

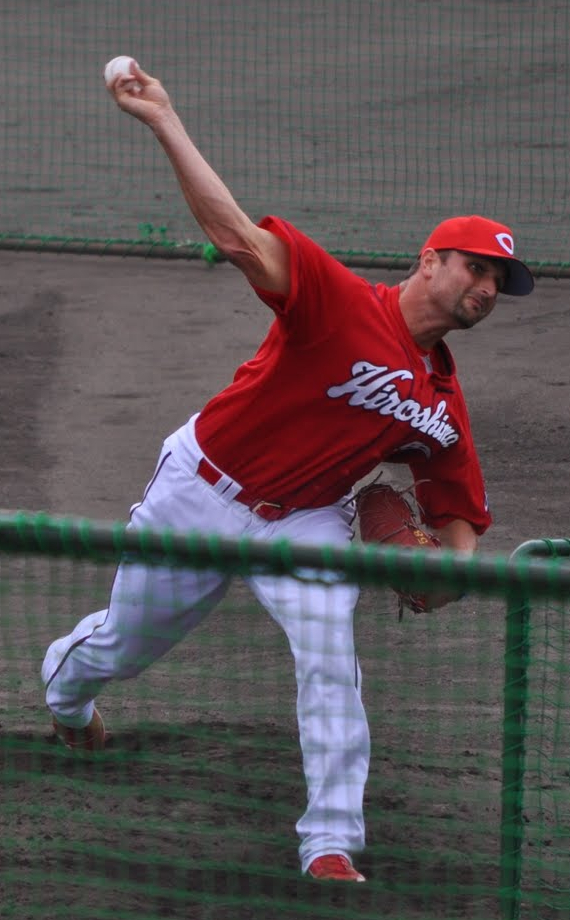
サファテの投球フォーム

長身と真上から振り下ろすオーバースローから投球割合の8割近くを占める平均球速94mph（約151km/h）、最速100mph（約161km/h。メジャーでの最速は99mph、日本での最速は159km/h）の速球が最大の武器で、縦に落ちるスライダーやカーブ、チェンジアップも投げ分ける。MLB時代は制球に難があり、奪三振が多い一方で四球が失点に絡むパターンが多く、2008年は被打率.218と良好な水準であったのに対し、防御率は水準以下となった。
広島移籍後は制球が向上し、2011年には与四球率2.37を記録、また同年途中からはフォークボールも覚えた。

## 人物
アストロズ時代の2007年に「ジーザス（イエス・キリスト）の存在に興味を持った」ことから、以後敬虔なクリスチャンとなる。本人曰く「以来、俺の人生が劇的に変わったと言ってもいい」とのことで、スポーツ紙のインタビューにも「ただひたすらジーザス・クライストのために投げている」「日本人にもジーザスの言葉を伝えていきたい」と語っている。

## 詳細情報

### 年度別投手成績
| 年 度    | 球 団        | 登 板 | 先 発 | 完 投 | 完 封 | 無 四 球 | 勝 利 | 敗 戦 | セ 丨 ブ | ホ 丨 ル ド | 勝 率 | 打 者 | 投 球 回 | 被 安 打 | 被 本 塁 打 | 与 四 球 | 敬 遠 | 与 死 球 | 奪 三 振 | 暴 投 | ボ 丨 ク | 失 点 | 自 責 点 | 防 御 率 | W H I P |
| -------- | ------------ | ----- | ----- | ----- | ----- | -------- | ----- | ----- | -------- | ----------- | ----- | ----- | -------- | -------- | ----------- | -------- | ----- | -------- | -------- | ----- | -------- | ----- | -------- | -------- | ------- |
| 2006     | MIL          | 8     | 0     | 0     | 0     | 0        | 0     | 0     | 0        | 0           | ----  | 38    | 8.1      | 9        | 0           | 4        | 1     | 0        | 11       | 2     | 0        | 4     | 4        | 4.32     | 1.56    |
| 2007     | HOU          | 7     | 0     | 0     | 0     | 0        | 1     | 0     | 0        | 3           | 1.000 | 31    | 8.1      | 5        | 0           | 1        | 0     | 0        | 14       | 0     | 0        | 1     | 1        | 1.08     | 0.72    |
| 2008     | BAL          | 57    | 4     | 0     | 0     | 0        | 4     | 3     | 0        | 4           | .571  | 359   | 79.2     | 62       | 8           | 62       | 2     | 7        | 86       | 6     | 1        | 47    | 42       | 4.74     | 1.56    |
| 2009     | BAL          | 20    | 0     | 0     | 0     | 0        | 0     | 1     | 0        | 1           | .000  | 101   | 23.0     | 21       | 3           | 14       | 0     | 1        | 20       | 0     | 0        | 15    | 13       | 5.09     | 1.52    |
| 2011     | 広島         | 57    | 0     | 0     | 0     | 0        | 1     | 3     | 35       | 1           | .250  | 232   | 60.2     | 40       | 2           | 16       | 3     | 0        | 82       | 0     | 0        | 10    | 9        | 1.34     | 0.92    |
| 2012     | 広島         | 47    | 0     | 0     | 0     | 0        | 2     | 5     | 9        | 4           | .286  | 221   | 49.2     | 43       | 1           | 24       | 0     | 6        | 44       | 3     | 0        | 24    | 16       | 2.90     | 1.35    |
| 2013     | 西武         | 58    | 0     | 0     | 0     | 0        | 9     | 1     | 10       | 16          | .900  | 229   | 57.2     | 29       | 4           | 24       | 1     | 4        | 66       | 1     | 0        | 13    | 12       | 1.87     | 0.92    |
| 2014     | ソフトバンク | 64    | 0     | 0     | 0     | 0        | 7     | 1     | 37       | 7           | .875  | 272   | 68.1     | 50       | 0           | 22       | 2     | 1        | 96       | 1     | 1        | 10    | 8        | 1.05     | 1.05    |
| 2015     | ソフトバンク | 65    | 0     | 0     | 0     | 0        | 5     | 1     | 41       | 9           | .833  | 235   | 64.2     | 27       | 4           | 14       | 0     | 1        | 102      | 2     | 0        | 8     | 8        | 1.11     | 0.63    |
| 2016     | ソフトバンク | 64    | 0     | 0     | 0     | 0        | 0     | 7     | 43       | 8           | .000  | 237   | 62.1     | 40       | 4           | 11       | 1     | 0        | 73       | 1     | 0        | 15    | 13       | 1.88     | 0.82    |
| 2017     | ソフトバンク | 66    | 0     | 0     | 0     | 0        | 2     | 2     | 54       | 3           | .500  | 238   | 66.0     | 34       | 3           | 10       | 0     | 1        | 102      | 0     | 0        | 9     | 8        | 1.09     | 0.67    |
| 2018     | ソフトバンク | 6     | 0     | 0     | 0     | 0        | 1     | 0     | 5        | 0           | 1.00  | 25    | 6.0      | 4        | 0           | 3        | 0     | 0        | 9        | 0     | 0        | 2     | 2        | 3.00     | 1.17    |
| MLB：4年 | MLB：4年     | 92    | 4     | 0     | 0     | 0        | 5     | 4     | 0        | 8           | .556  | 529   | 119.1    | 97       | 11          | 81       | 3     | 8        | 131      | 8     | 1        | 67    | 60       | 4.53     | 1.49    |
| NPB：8年 | NPB：8年     | 427   | 0     | 0     | 0     | 0        | 27    | 20    | 234      | 48          | .574  | 1689  | 435.1    | 267      | 18          | 124      | 7     | 13       | 574      | 8     | 1        | 91    | 76       | 1.55     | 0.89    |

- 2021年度シーズン終了時
- 各年度の太字はリーグ最高、赤太字はNPBにおける歴代最高

### タイトル
NPB
- 最多セーブ投手：3回（2015年 - 2017年）※パ・リーグタイ記録（他は武田久）

### 表彰
NPB
- 最優秀選手：1回（2017年）
- パ・リーグ連盟特別表彰：2回（特別賞：2015年、2016年）
  - ※2015年はパ・リーグ新記録の41セーブと43イニング連続奪三振達成、2016年はパ・リーグ新記録のシーズン43セーブ達成
- コミッショナー特別表彰：1回（特別賞：2017年）※シーズン54セーブのプロ野球新記録
- 正力松太郎賞：1回（2017年） ※選手として表彰、外国人選手では初受賞
- 月間MVP：2回（投手部門：2016年5月、2017年8月）
- JA全農Go・Go賞（救援賞：2011年7月）
- 日本シリーズMVP：1回（2017年）
- 日本シリーズ優秀選手賞：1回（2014年）

### 記録

#### MLB
初記録
- 初登板：2006年9月3日、対フロリダ・マーリンズ7回戦（ミラー・パーク）、8回表に3番手で救援登板・完了、1回1/3無失点
- 初奪三振：同上、8回表にジョシュ・ウィリンガムから空振り三振
- 初ホールド：2007年9月15日、対ピッツバーグ・パイレーツ14回戦（ミニッツメイド・パーク）、7回表に4番手で救援登板、1回無失点
- 初勝利：2007年9月26日、対シンシナティ・レッズ14回戦（グレート・アメリカン・ボール・パーク）、7回裏に3番手で救援登板、2回無失点
- 初先発登板：2008年7月30日、対ニューヨーク・ヤンキース12回戦（ヤンキースタジアム）、4回5失点で敗戦投手

#### NPB
初記録
投手記録
- 初登板・初セーブ：2011年4月14日、対阪神タイガース3回戦（阪神甲子園球場）、9回裏に2番手で救援登板・完了、1回1失点
- 初奪三振：同上、9回裏にマット・マートンから空振り三振
- 初勝利：2011年5月14日、対読売ジャイアンツ5回戦（MAZDA Zoom-Zoom スタジアム広島）、9回表に6番手で救援登板・完了、1回無失点
- 初ホールド：2011年8月28日、対読売ジャイアンツ18回戦（MAZDA Zoom-Zoom スタジアム広島）、9回表に5番手で救援登板、1回無失点

打撃記録
- 初打席：2012年8月25日、対阪神タイガース18回戦（MAZDA Zoom-Zoom スタジアム広島）、6回裏に鄭凱文から三振

節目の記録
- 100セーブ：2015年5月4日、対千葉ロッテマリーンズ7回戦（福岡 ヤフオク!ドーム）、9回裏に3番手で救援登板・完了、1回無失点 ※史上26人目（外国人枠選手では4人目）
- 200セーブ：2017年7月5日、対オリックス・バファローズ13回戦（福岡 ヤフオク!ドーム）、9回裏に6番手で救援登板・完了、1回無失点 ※史上6人目（外国人枠選手では初）[30]

その他の記録
- 全球団からセーブ：2014年5月20日、対広島東洋カープ1回戦（福岡 ヤフオク!ドーム）、9回表に3番手で救援登板・完了、1回無失点 ※史上3人目（外国人枠選手では2人目）
  - この他、広島を除く11球団から救援勝利を挙げた。救援勝利のみで全球団勝利に王手をかけたのは史上初
- 両リーグ30セーブ ※史上初
- 4年連続5回の35セーブ以上 ※いずれも岩瀬仁紀（7年連続8回）に次ぐ歴代2位
  - 37セーブ以上に限定すれば4年連続は歴代最長
- 3年連続40セーブ（2015 - 2017年）※岩瀬と並ぶNPB最長タイ、3度は岩瀬（5度）に次ぐ歴代2位
  - この3シーズンで、パ・リーグのセーブ記録を3位まで独占。他にパ・リーグで40セーブは平野佳寿（2014年）のみ（2021年現在）
- シーズン54セーブ（2017年）※アジア野球記録、NPB記録
  - 同年の62交代完了は歴代4位、球団記録
- 通算234セーブ ※外国人記録、歴代5位（2021年現在）
- 通算335交代完了 ※外国人記録、歴代10位（2021年現在）
- 43イニング連続奪三振：2015年5月8日 - 同年9月1日 ※日本記録[31][32]
- オールスターゲーム出場：3回（2011年、2014年、2016年）

### 背番号
- 45（2006年、2008年 - 2009年）
- 59（2007年）
- 58（2011年 - 2012年、2014年 - 2021年）
- 26（2013年）

### 登場曲
- 「Survival」Eminem（2014年）
- 「Animals」Martin Garrix（2014年、2016年）
- 「Awesome God」R-Swift（2015年 - 2016年）
- 「The King is Coming」Newboys（2017年 - 2018年）
- 「The Hum」Dimitri Vegas & Like Mike vs Ummet Ozcan（2019年 - 2021年）